# جون فاسانو
جون فاسانو (بالإنجليزية: John Fasano)‏ هو منتج أفلام وكاتب سيناريو ومخرج أمريكي، ولد في 24 أغسطس 1961 في بيثباج في الولايات المتحدة، وتوفي في 19 يوليو 2014 في لوس أنجلوس في الولايات المتحدة.

## وصلات خارجية
- جون فاسانو على موقع IMDb (الإنجليزية)
- جون فاسانو على موقع ألو سيني (الفرنسية)
- جون فاسانو على موقع أول موفي (الإنجليزية)
- جون فاسانو على موقع قاعدة بيانات الأفلام السويدية (السويدية)
- جون فاسانو على موقع قاعدة بيانات الفيلم (الإنجليزية)
- جون فاسانو على موقع كينوبويسك (الروسية)